# Lucia Yar
Lucia Yar (* 15. května 1987 Snina) je slovenská politička a analytička, od roku 2024 poslankyně Evropského parlamentu za Progresívne Slovensko.

## Život
Narodila se v roce 1987 ve Snině. Má rusínské a goralské kořeny. Studovala na gymnáziu ve Snině, kde se podílela na založení místního studentského parlamentu. V roce 2009 získala bakalářský titul na Katedře žurnalistiky Filozofické fakulty Univerzity Komenského v Bratislavě. V letech 2009 až 2011 poté studovala evropská studia na Fakultě sociálních a ekonomických věd Univerzity Komenského v Bratislavě. Studium absolvovala úspěšně, získala magisterský titul, červený diplom a cenu rektora. V roce 2014 se po obhajobě rigorózní práce stala doktorkou filozofie. V roce 2021 pak získala také titul Ph.D. Během své kariéry působila jako analytička, vysokoškolská učitelka a novinářka.
Před parlamentními volbami na Slovensku v roce 2023 vyzývala ke zvýšení podílu žen ve Slovenském parlamentu. V evropských volbách v roce 2024 byla zvolena poslankyní Evropského parlamentu za Progresívne Slovensko.
Je vdaná.[zdroj?]